# Olle Lycksell
Nils Olle Mattias Lycksell, född 24 augusti 1999 i Oskarshamn, är en svensk professionell ishockeyspelare som spelar för Belleville Senators i AHL. Han gjorde seniordebut för moderklubben IK Oskarshamn i Hockeyallsvenskan 2015. Mellan 2017 och 2020 spelade han för Linköping HC och etablerade sig som SHL-spelare. Därefter tillbringade han en säsong vardera med Färjestad BK och Växjö Lakers HC.
Vid NHL Entry Draft 2017 valdes han av Philadelphia Flyers i den sjätte rundan som nummer 168 totalt. Inför säsongen 2022/23 flyttade han till Nordamerika och spelade den följande säsongen för Flyers farmarlag Lehigh Valley Phantoms i AHL. Under denna säsong gjorde han också NHL-debut. Sedan 2025 tillhör han Ottawa Senators.
Som junior tog han ett SM-silver med Linköping HC J20 säsongen 2018/19.

## Karriär

### 2014–2022: Etablering i SHL
Lycksell påbörjade sin hockeykarriär med moderklubben IK Oskarshamn. Säsongen 2014/15 spelade han för Linköping HC:s U16-lag, men återvände till Oskarshamn säsongen därpå. 2015/16 vann han Oskarshamn J18:s interna poängliga med 39 poäng (8 mål, 31 assist) på 34 matcher. Han fick dessutom chansen att som 16-åring spela i klubbens A-lag.  Han spelade sin första match i Hockeyallsvenskan i december 2015. Säsongen 2016/17 var han tillbaka i Linköping, och spelade både för klubbens J18- och J20-lag, och var med och tog ett SM-brons med J18-laget.
I början juli 2017 valdes Lycksell av Philadelphia Flyers vid NHL-draften i den sjätte rundan som nummer 168 totalt. Under säsongen 2017/18 gjorde han debut i Linköpings A-lag i SHL, den 6 november 2017. I sin femte SHL-match, den 17 november samma år, gjorde Lycksell sitt första SHL-mål, på Linus Söderström, då Linköping besegrade HV71 med 1–6. Några veckor senare, i början av december, blev han utlånad till IK Oskarshamn för spel i Hockeyallsvenskan under två matcher. På dessa matcher stod Lycksell för två poäng (ett mål och en assist). Den 9 januari 2018 meddelade LHC att man skrivit ett tvåårsavtal med Lycksell. I slutet av grundserien ådrog han sig en skada vilket gjorde att han var borta från spel under det hela efterföljande slutspelet.
Säsongen 2018/19 var Lycksell ordinarie i Linköping HC och missade endast en match av grundserien. Laget misslyckades dock att ta sig till SM-slutspel, varför Lycksell avslutade säsongen med klubbens J20-lag. Han tilldelades därefter ett SM-silver sedan laget förlorat JSM-finalen mot Modo Hockey med 4–2. Säsongen 2019/20 var Lycksells poängmässigt främsta säsong dittills i SHL. Han missade endast en match i grundserien och noterades för 21 poäng på 51 matcher (nio mål, tolv assist).
Den 2 april 2020 bekräftades det att Lycksell lämnat Linköping och skrivit ett tvåårsavtal med seriekonkurrenten Färjestad BK. Under sin första säsong i klubben stod han för lika många poäng i grundserien som föregående säsong: på 46 matcher noterades han för nio mål och tolv assist. Efter säsongens slut stod det den 5 maj 2021 klart att han skrivit ett tvåårsavtal med Philadelphia Flyers i NHL. Den följande månaden, den 25 juni, meddelades det att Lycksell lämnat Färjestad för seriekonkurrenten Växjö Lakers HC som han skrivit ett ettårskontrakt med. I Växjö förbättrade Lycksell sitt personliga poängrekord i grundserien då han på 47 matcher stod för 34 poäng. Han hade också sin SHL-karriärs högsta noteringar i antal mål (14) och assistpoäng (20). Växjö, som slutade på femte plats i grundserien, slogs i SM-slutspelet ut i kvartsfinal av Frölunda HC med 4–0 i matcher. Lycksell var lagets poängmässigt bästa spelare i slutspelet då han noterades för åtta poäng på dessa fyra matcher (tre mål, fem assist).

### Från 2022: Spel i Nordamerika

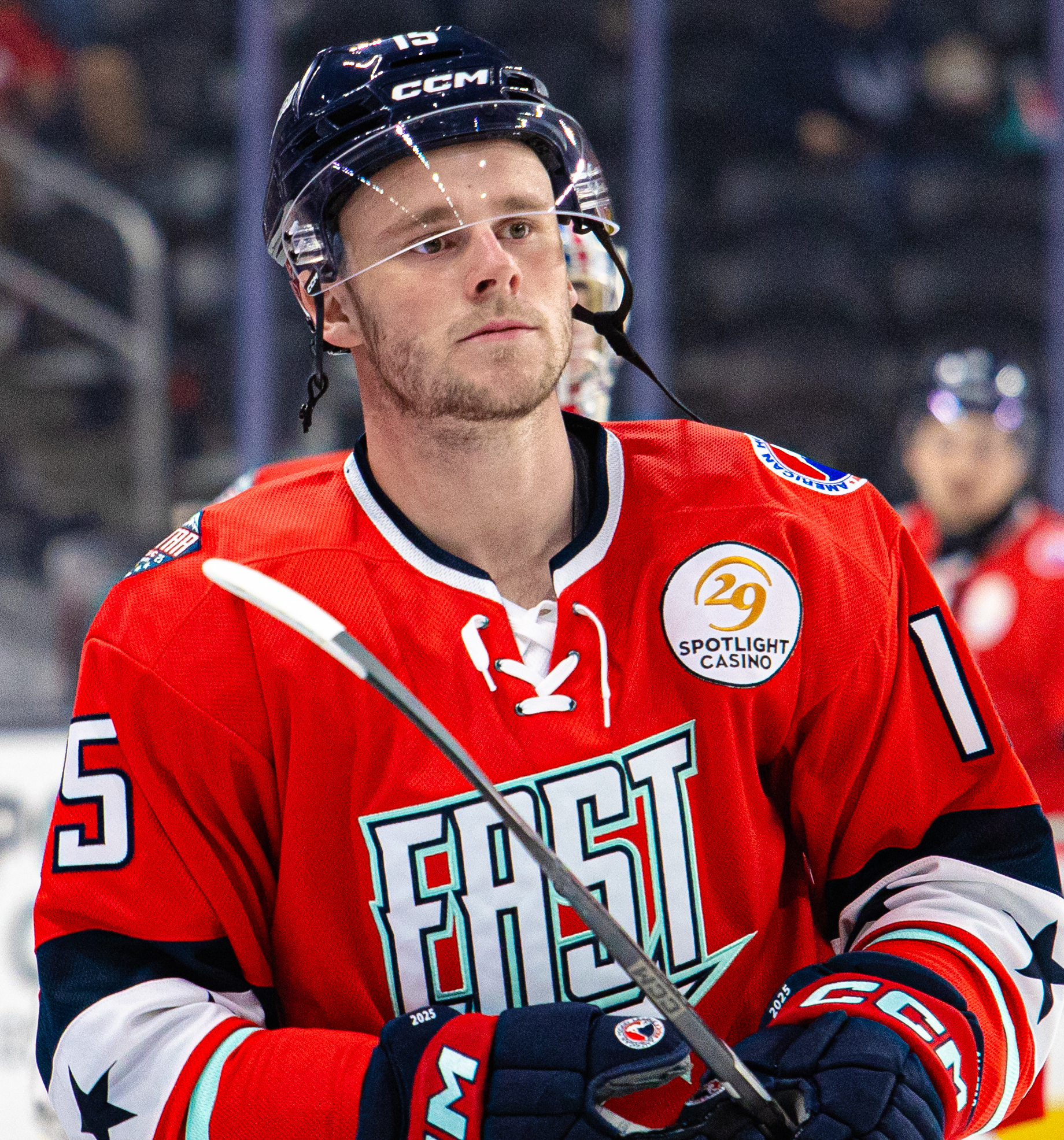
Lycksell blev 2025 uttagen till AHL:s All Star-lag.

I april 2022 bekräftades det att Lycksell lämnat Växjö Lakers för spel i Nordamerika. I Flyers andra match för säsongen gjorde Lycksell NHL-debut, den 15 oktober samma år, i en 2–3-seger mot Vancouver Canucks. Några dagar senare, den 19 oktober, bekräftade klubben att man skickat Lycksell till farmarlaget Lehigh Valley Phantoms i AHL. Under säsongens gång gjorde Lycksell ytterligare två korta sejourer till NHL och totalt noterades han för en assistpoäng på åtta matcher med Flyers. Han gjorde AHL-debut den 22 oktober, i en 4–3-förlust mot Cleveland Monsters. Månaden därpå, den 4 november, gjorde han sitt första AHL-mål, på Mads Søgaard, i en 2–3-förlust mot Belleville Senators. På 53 grundseriematcher stod Lycksell för 45 poäng, varav 14 mål. Med 31 assistpoäng vann han lagets interna assistliga. I det efterföljande Calder Cup-slutspelet slogs laget ut i den första rundan av Charlotte Checkers med 2–1 i matcher. På dessa tre matcher var Lycksell den i laget som gjorde flest poäng (två mål, två assist).
Flyers bekräftade den 13 juli 2023 att man förlängt avtalet med Lycksell med ytterligare två säsonger. Han inledde säsongen 2023/24 med Phantoms i AHL. I sin tredje match för säsongen, den 20 oktober 2023, noterades han för sitt första hat trick i AHL då Springfield Falcons besegrades med 5–2. I december samma år blev han uppkallad till NHL och spelade en match för Flyers. Han spelade sedan mer regelbundet för Flyers från slutet av januari till april 2024. Den 6 april samma år noterades han för sitt första NHL-mål, på Jet Greaves, i en 2–6-förlust mot Columbus Blue Jackets. Totalt spelade Lycksell 18 grundseriematcher i NHL och noterades för ett mål och fyra assistpoäng. I AHL stod han för 39 poäng på 38 grundseriematcher och hade bäst poängsnitt av samtliga spelare i Phantoms. I Calder Cup-slutspelet slog laget ut Wilkes-Barre/Scranton Penguins i den första omgången innan man besegrades av Hershey Bears med 3–1 i åttondelsfinalserien. På sex slutspelsmatcher noterades Lycksell för ett mål och tre assistpoäng.
Lycksell inledde säsongen 2024/25 med Phantoms i AHL. Den 20 december 2024 noterades han för ett hat trick och totalt fyra poäng i en 2–7-seger mot Toronto Marlies. I samma veva blev han uppkallad till Flyers och spelade en NHL-match för klubben dagen därpå. I januari 2025 spelade han ytterligare sex matcher för Flyers och gjorde sedan i mars ytterligare en sejour i klubben. Totalt spelade han 19 matcher för Flyers och noterades för fem assistpoäng. Han tillbringade emellertid större delen av säsongen i AHL; på 43 grundseriematcher stod han för 44 poäng och vann lagets interna poängliga. Utöver detta var han också den i laget som stod för flest assistpoäng (25). Han blev i januari 2025 uttagen att spela i AHL:s All Star-match. I Calder Cup-slutspelet slogs Phantoms ut i åttondelsfinal av Hershey Bears med 3–2 i matcher. På sju matcher stod han för två mål och fyra assist.
Den 2 juli 2025 bekräftades det att Lycksell skrivit ett ettårskontrakt med Ottawa Senators.

## Statistik
| 2015–16                  | IK Oskarshamn            | HA                       | 1   | 0  | 0  | 0   | 0  | —  | — | — | —  | — |
| 2017–18                  | Linköping HC             | SHL                      | 26  | 5  | 2  | 7   | 2  | —  | — | — | —  | — |
| 2017–18                  | IK Oskarshamn            | HA                       | 2   | 1  | 1  | 2   | 0  | —  | — | — | —  | — |
| 2018–19                  | Linköping HC             | SHL                      | 51  | 5  | 7  | 12  | 10 | —  | — | — | —  | — |
| 2019–20                  | Linköping HC             | SHL                      | 51  | 9  | 12 | 21  | 4  | —  | — | — | —  | — |
| 2020–21                  | Färjestad BK             | SHL                      | 46  | 9  | 12 | 21  | 14 | 6  | 1 | 2 | 3  | 0 |
| 2021–22                  | Växjö Lakers HC          | SHL                      | 47  | 14 | 20 | 34  | 6  | 4  | 3 | 5 | 8  | 0 |
| 2022–23                  | Philadelphia Flyers      | NHL                      | 8   | 0  | 1  | 1   | 8  | —  | — | — | —  | — |
| 2022–23                  | Lehigh Valley Phantoms   | AHL                      | 53  | 14 | 31 | 45  | 6  | 3  | 2 | 2 | 4  | 0 |
| 2023–24                  | Lehigh Valley Phantoms   | AHL                      | 38  | 19 | 20 | 39  | 14 | 6  | 1 | 3 | 4  | 2 |
| 2023–24                  | Philadelphia Flyers      | NHL                      | 18  | 1  | 4  | 5   | 6  | —  | — | — | —  | — |
| 2024–25                  | Lehigh Valley Phantoms   | AHL                      | 43  | 19 | 25 | 44  | 14 | 7  | 2 | 4 | 6  | 6 |
| 2024–25                  | Philadelphia Flyers      | NHL                      | 19  | 0  | 5  | 5   | 2  | —  | — | — | —  | — |
| SHL totalt               | SHL totalt               | SHL totalt               | 221 | 42 | 53 | 95  | 36 | 10 | 4 | 7 | 11 | 0 |
| AHL totalt               | AHL totalt               | AHL totalt               | 134 | 52 | 75 | 128 | 34 | 16 | 5 | 9 | 14 | 8 |
| NHL totalt               | NHL totalt               | NHL totalt               | 45  | 1  | 10 | 11  | 16 | —  | — | — | —  | — |
| Hockeyallsvenskan totalt | Hockeyallsvenskan totalt | Hockeyallsvenskan totalt | 3   | 1  | 1  | 2   | 0  | —  | — | — | —  | — |